# Megalomatia
Megalomatia è un genere estinto di pesci ossei appartenenti agli Actinopterygii (pesci a pinne raggiate), vissuto durante il Triassico superiore nella zona oggi occupata dalla Corea del Sud. Il genere è rappresentato dalla sola specie Megalomatia minima ed è noto da una serie ontogenetica eccezionalmente ben conservata di esemplari giovani provenienti dalla Formazione di Amisan.

## Descrizione
Megalomatia minima è caratterizzata da un corpo allungato e fusiforme, grandi occhi sporgenti, bocca ampia con denti affilati e pinna dorsale di grandi dimensioni situata in posizione mediana. Il corpo è ricoperto da scaglie che si sviluppano in direzione postero-anteriore nel corso della crescita, mentre la linea laterale si trova sotto le scaglie, una caratteristica considerata plesiomorfica tra gli gnatostomi.
La morfologia della pinna caudale è fortemente eterocerca e si osservano scudi dorsali e ventrali ben sviluppati, con fulcri basali successivi nel peduncolo caudale. L’opercolo ha forma ovale ed è significativamente più piccolo del subopercolo. Le caratteristiche giovanili (elementi cranici non completamente ossificati, squamazione incompleta e assenza di sacco vitellino) indicano che tutti gli esemplari sono allo stadio giovanile.

### Diagnosi
Megalomatia minima si distingue da altri attinotterigi basali per la seguente combinazione di caratteri (autapomorfie con asterisco): corpo fusiforme allungato; occhi sporgenti di grandi dimensioni*; ampia apertura boccale con denti acuminati; sospensorio obliquo; opercolo ovale, più piccolo del subopercolo; canali della linea laterale nel tronco situati sotto le scaglie*; pinna dorsale di grandi dimensioni in posizione mediana; scudi dorsali precedenti la pinna dorsale; scudi dorsali e ventrali ben sviluppati con fulcri basali nella regione caudale; coda fortemente eterocerca.

## Ontogenesi
La serie di crescita documentata da 14 esemplari (di cui 5 controcampioni) mostra un range di taglia da 17,8 a 33,7 mm di lunghezza standard. Le prime strutture ossee a formarsi includono la mandibola, la cintura pettorale e la serie opercolare, indicando un’adattabilità precoce all’alimentazione, alla respirazione e al nuoto. Con la crescita, si sviluppano progressivamente elementi come le scaglie, l’opercolo completo e le pinne pettorali.

## Significato paleontologico
La presenza di otoliti in situ, in particolare la sagitta come otolite più grande, conferma interpretazioni precedenti riguardo agli attinotterigi basali. La scoperta di Megalomatia ha consentito di approfondire la comprensione delle strategie di sviluppo e adattamento nei pesci basali, offrendo una rara finestra sugli stadi giovanili dei cosiddetti “paleoniscoidi”.

## Etimologia
Il nome generico Megalomatia deriva dal greco “megálo” (grande) e “ommátia” (occhi), in riferimento agli occhi sporgenti degli esemplari. L’epiteto specifico minima si riferisce invece alla piccola taglia corporea dei fossili.

## Località e orizzonte stratigrafico
Gli esemplari di Megalomatia minima provengono dalla Formazione di Amisan, nel Triassico superiore, nelle località di Myeongcheon-dong e Hwasan-dong, Boryeong, provincia di South Chungcheong, Corea del Sud.